# آکسل ویلهلمسون یوهانسن
آکسل ویلهلمسون یوهانسن (دانمارکی: Aksel V. Johannesen؛ زادهٔ ۸ نوامبر ۱۹۷۲) سیاست‌مدار، حقوق‌دان و نخست‌وزیر کنونی جزایر فارو است. وی همچنین از سال ۱۹۸۹ تا ۱۹۹۵ بازیکن فوتبال بوده‌است.